# 科諾瓦利
50°58′33″N 33°29′54″E / 50.97583°N 33.49833°E
科諾瓦利（烏克蘭語：Коновали）是位於烏克蘭東北部的村莊，由蘇梅州羅姆內區的赫梅利夫市鎮負責管轄。該村處於羅緬河左岸，距離蘇利米1.5公里，海拔高度169米，2021年人口153。